# Huevo de las flores de manzano
El huevo de las flores de manzano es un huevo joya de Peter Carl Fabergé, hecho en 1901 por orden del industrial ruso Alexander Kelch como regalo de Pascua para su esposa Barbara Kelch. Es uno de los siete huevos de Fabergé que se hicieron para la familia Kelch, similares a los huevos imperiales en términos de ejecución.

## Diseño
El huevo de las flores de manzano está hecho en forma de joyero, puesto de lado y abriéndose a lo largo, no vertical y abriéndose a lo ancho, y es uno de los huevos más grandes de todos los elaborados por Fabergé. En su diseño, hay una clara influencia del Art Nouveau y el estilo japonés de moda en la época. Las dos mitades huecas del huevo están hechas de nefrita verde siberiana, con la superficie increíblemente pulida. El huevo se apoya en cuatro patas doradas talladas en forma de ramas de manzano. Estas ramas de oro rojo y verde se extienden en relieve sobre el huevo en ramitas y nudos, salpicadas de hojas y flores doradas. Los pétalos de las flores están cubiertos de esmalte blanco, y sus centros están hechos de diamantes sobre un fondo rosa.
La desconocida sorpresa que estaba dentro del huevo se ha perdido.

## Historia
Los huevos de Pascua para la familia Kelch fueron fabricados por Fabergé en el taller de Mikhail Perkhin todos los años desde 1898 hasta 1904. Como la mayoría de los huevos de esta serie, se lo consideró erróneamente durante mucho tiempo un huevo imperial.
En la década de 1910, Barbara Kelch se mudó a París y se llevó consigo los siete huevos de Fabergé. Seis de ellos, incluido el de "las flores de manzano", fueron adquiridos en 1920 por la galería parisina "A La Vieile Russie". En 1928 fue adquirido por un comprador desconocido estadounidense y hasta 1994 estuvo en una colección privada en los Estados Unidos. En ese año, fue adquirido por un comprador anónimo ruso en una subasta de Christie's en Ginebra. En noviembre de 1996, el huevo se subastó nuevamente en Christie's en Ginebra y se vendió a Adulf Peter Goop, un coleccionista de Liechtenstein, que acumulaba la colección más grande del mundo de huevos de Pascua (aproximadamente 3000 piezas).
En junio de 2010, Adulf Peter Goop donó toda su colección de arte, incluido el Huevo de las flores de manzano, al gobierno del Principado de Liechtenstein. La colección pasó a los fondos del Museo Nacional de Liechtenstein en Vaduz, y el huevo de los Kelch se encuentra en exhibición permanente en el "Tesoro de Liechtenstein", una división del Museo Nacional de Liechtenstein.